# Congenico
Da non confondere con Congenere - Vedi Conspecificità.
In genetica, due organismi che differiscono in un solo locus e in un segmento collegato di cromosoma sono definiti come congenici. Allo stesso modo, gli organismi che sono coisogenici differiscono in un solo locus e non nel cromosoma circostante. A differenza degli organismi congenici, gli organismi coisogenici non possono essere allevati e si presentano solo attraverso la mutazione spontanea o mirata nel locus.

## Generazione di ceppi congenici
I ceppi congenici sono generati in laboratorio accoppiando due ceppi congeniti (solitamente ratti o topi) e reincrociando dei discendenti per 5-10 generazioni con uno dei ceppi originali, noto come ceppo ricevente. In genere la selezione per fenotipo o genotipo viene eseguita prima di ogni generazione dei reincroci. In questo modo, un fenotipo interessante o una regione cromosomica definita analizzata in base al genotipo, viene trasferita dal ceppo donatore su un fondo ricevente altrimenti uniforme. Topi o ratti congenici possono quindi essere confrontati con il ceppo ricevente puro per determinare se sono fenotipicamente diversi qualora la selezione fosse per una regione genotipica, o per identificare il locus genetico critico, se la selezione fosse per un fenotipo.
La congenica veloce può essere prodotta in appena cinque generazioni di reincroci, attraverso la selezione ad ogni generazione di prole che non solo mantiene il frammento cromosomico desiderato, ma "perde" anche la quantità massima di informazioni genetiche di fondo proveniente dal ceppo donatore. Questo è noto anche come congenica assistita dai marcatori, a causa dell'uso di marcatori genetici, tipicamente marcatori microsatellitari, ma ora, più comunemente, marcatori di polimorfismo a singolo nucleotide (SNP). Il processo può essere ulteriormente aiutato dalla superovulazione delle femmine, per produrre molte più uova.